# Kim Choon-rye
Kim Choon-rye, född den 21 juni 1966, är en sydkoreansk handbollsspelare.
Hon tog OS-guld i damernas turnering i samband med de olympiska handbollstävlingarna 1984 i Los Angeles.
Hon tog därefter OS-guld i damernas turnering i samband med de olympiska handbollstävlingarna 1988 i Seoul.